# Сенница гликерион
Сенница гликерион или Сенница луговая (лат. Coenonympha glycerion) — вид дневных бабочек из семейства Бархатницы.
Видовой эпитет лат. glycerion связан с др.-греч. γλυκερός — сладкий.

## Описание
Длина переднего крыла от 15—17 (самцы) до 16—19 мм (самки). Переднее крыло сверху тёмное, в центральной области ржаво-коричневое, с широким коричнево-бурым затемнением по внешнему краю. Заднее крыло сверху коричнево-бурое, однообразно окрашенное по всей поверхности, иногда с 1—3 мелкими глазчатыми пятнышками. В анальной половине внешнего края проходит более-менее заметный узкий охристый штрих. Нижняя сторона переднего крыла светлая, охристо-коричневая, с широкой белесовато-серой расплывчатой каймой по внешнему краю, заднего крыла — коричневато-серая с 1—2 чисто белыми пятнами неправильной формы и 5—6 мелкими глазчатыми пятнами, центрированными блестящими чешуями; по краю проходит очень тонкая, матово блестящая линия. Половой диморфизм выражен слабо — самка крупнее, рисунок, особенно на нижней стороне заднего крыла, развит сильнее, а сами глазчатые пятна крупнее и чётче.

## Распространение
Европа, Азия (от Урала через Сибирь и Дальний Восток до Японии). Отсутствует в Скандинавии, Великобритании, Ирландии, Бельгии, Нидерландах и Португалии.
Бабочки населяют лесной пояс равнинной части Восточной Европы и Карпат, на восток доходя до Среднего и Южного Урала. Южная граница глобального ареала номинативного подвида проходит по северной части лесостепной зоны Молдовы и Украины. В России наиболее южные находки вида известны из долин Дона и средней Волги. На севере ареал достигает юга Карелии.
Бабочки встречаются на опушках, полянах, лесных просеках и вырубках, обочинах дорог в смешанных и широколиственных лесах и редколесьях. На севере обитает по заболоченным лугам. В Карпатах вид обычно не поднимается выше 1000 м над ур. м. На Кавказе и в Закавказье встречается в лесных и лесостепных биотопах, на высотах от 800 до 2000 метров над уровнем моря. В Сибири бабочки обитают в колках и борах, среди лесных лугов в речных долинах, в горах - обычно на открытых биотопах, остепнённых приречных склонах, на высоте до 2300 метров над уровнем моря. В Забайкалье вид приурочен к лиственничной лесостепи, но наиболее часто встречается в заболоченных редкостойных лиственничниках по горным долинам. Для Приамурья и Приморья типичным местом обитания вида являются торфяные болота с лиственницей.

## Биология
Развивается в одном поколении за год. Время лёта бабочек длится с начала июня (в лесостепи и в Карпатах с конца мая) по август. Бабочки питаются на цветках различных травянистых растений, как то пижмы обыкновенной, душицы обыкновенной, тысячелистника обыкновенного, крестовников, гераней, лютиков, нивяника обыкновенного, клевера ползучего, клевера лугового.
Самки откладывают яйца по-штучно на кормовые растения гусениц. Яйцо бледно-оранжевое, шаровидное, с сетчатой скульптурой. Гусеница развивается с августа по май, зимует на младших возрастах. Гусеница последнего возраста - зелёного цвета, с не выраженными тонкими продольными желтоватыми полосами и тёмно-зелёной линией вдоль спины, покрыта редкими волосками. На конце тела два желтоватых острия. Кормовые растения — злаки родов мятлик, перловник и коротконожка, Brachypodium silvaticum - коротконожка лесная, Briza media - трясунка средняя, Bromus erectus - кострец прямой, Bromus sp. - костер, Cynosurus cristatus - гребенник обыкновенный, Deschampsia cespitosa - щучка, Deschampsia sp. - луговик, щучка.
Куколка зелёного цвета, с более тёмной полосой вдоль задней стороны брюшных сегментов, иногда с тёмным окаймлением зачатков крылье; на груди заметный бугорок. Куколка располагается на стебле злаков. Стадия куколки длится 10—12 дней.